# Halina Tejchman-Konarzewska
Halina Tejchman-Konarzewska (ur. 9 listopada 1936, zm. 22 stycznia 2017) – polska specjalistka stomagologii, prof. dr hab.

## Życiorys
Od 1958 związana była z Akademią Medyczną w Gdańsku. W 1980 uzyskała stopień doktora habilitowanego nauk medycznych w zakresie protetyki stomatologicznej. W marcu 1982 została mianowana na stanowisko docenta i w tym samym roku objęła kierownictwo Zakładu Protetyki Stomatologicznej AMG. W kadencji 1987-1990 pełniła z wyboru funkcję  prodziekana Wydziału Lekarskiego, kierownika Oddziału Stomatologicznego. W 1991 otrzymała tytuł profesora. Stanowisko profesora zwyczajnego otrzymała w 1998. W latach 1988–2007 kierowała Katedrą i Zakładem Protetyki Stomatologicznej AMG. W uznaniu dorobku została odznaczona między innymi Krzyżem Kawalerskim Orderu Odrodzenia Polski (2001), Złotym Krzyżem Zasługi (1982), Medalem Komisji Edukacji Narodowej (2005) oraz Medalem Zasłużonemu AMG (1994).
Z małżeństwa z Andrzejem Tejchmanem-Konarzewskim (1933-2004) miała syna Jacka (ur. 1957).